# La Surface de réparation
Pour le terme footballistique, voir Lexique du football.
Pour plus de détails, voir Fiche technique et Distribution.
La Surface de réparation est un film français réalisé par Christophe Régin, sorti en 2017.

## Synopsis
Franck gravite depuis une dizaine d'années autour du club de football du FC Nantes. Sans véritable statut officiel et donc sans salaire, il connaît malgré tout très bien les joueurs. Il les motive, les couve, les aide autant qu'il les surveille pour le compte des dirigeants. Un soir, à la sortie d'une boite de nuit, il fait la connaissance de Salomé, une jeune femme courant après les footballeurs et ayant jeté son dévolu sur Djibril, ancienne gloire en fin de carrière.

## Fiche technique
Sauf indication contraire, les informations mentionnées dans cette section peuvent être confirmées par la base de données cinématographiques IMDb,  présente dans la section « Liens externes ».
- Réalisation et scénario : Christophe Régin
- Décors : Pascale Consigny
- Costumes : Vincent Garson
- Photographie : Simon Beaufils
- Montage : Frédéric Baillehaiche
- Musique : Para One
- Son : Emmanuel Bonnat
- Directeur de production : Christophe Grandière
- Producteurs : Hugues Charbonneau et Marie-Ange Luciani

Production exécutive : Florence Diez
- Société de production : Les Films de Pierre
- Société de distribution : ARP Sélection (France)
- Budget : n/a
- Pays d'origine :  France
- Langue originale : français
- Format : couleur - 2,39:1 - son Dolby 5.1[2]
- Genre : drame, sport
- Durée : 94 minutes
- Dates de sortie[3] :
  - France : 23 août 2017 (Festival du film francophone d'Angoulême) ; 17 janvier 2018 (sortie nationale)

## Distribution
- Franck Gastambide : Franck
- Hippolyte Girardot : Yves
- Alice Isaaz : Salomé
- Moussa Mansaly : Djibril
- Julia Levy-Boeken : Anissa

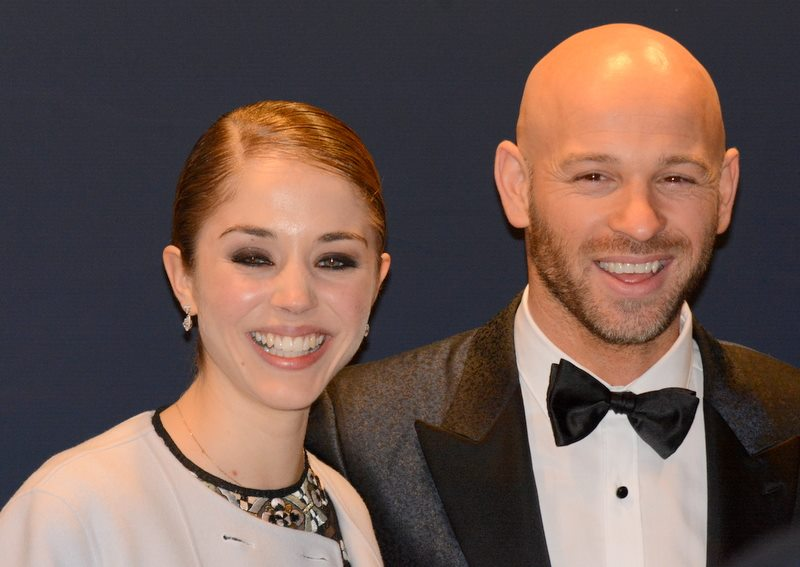
Franck Gastambide et Alice Isaaz à la 42e Cérémonie des César.

- Rebecca Toyb Dada : la femme de Sammy

## Production

### Genèse et développement
Le réalisateur-scénariste Christophe Régin est un grand fan de football et s'est en partie inspiré de son vécu. Il a par ailleurs voulu situer l'action dans une ville de province, mais pas une ville ouvrière associée au football comme Lens ou Saint-Étienne.

### Attribution des rôles
Moussa Mansaly, qui incarne ici Djibril, a eu une expérience (malheureuse) de footballeur professionnel dans sa jeunesse,.

### Tournage
Le tournage a eu lieu à Paris à partir de novembre 2016, ainsi que dans la ville de Nantes.